# Good Omens (série télévisée)
Pour les articles homonymes, voir Good Omens.
Good Omens, ou De bons présages au Québec, est une série télévisée britannique diffusée depuis le 31 mai 2019 sur Prime Video.
C'est une adaptation du roman éponyme De bons présages (Good Omens) de Terry Pratchett et Neil Gaiman paru en 1990. Le scénario est de Neil Gaiman et la réalisation de Douglas Mackinnon (en).

## Synopsis

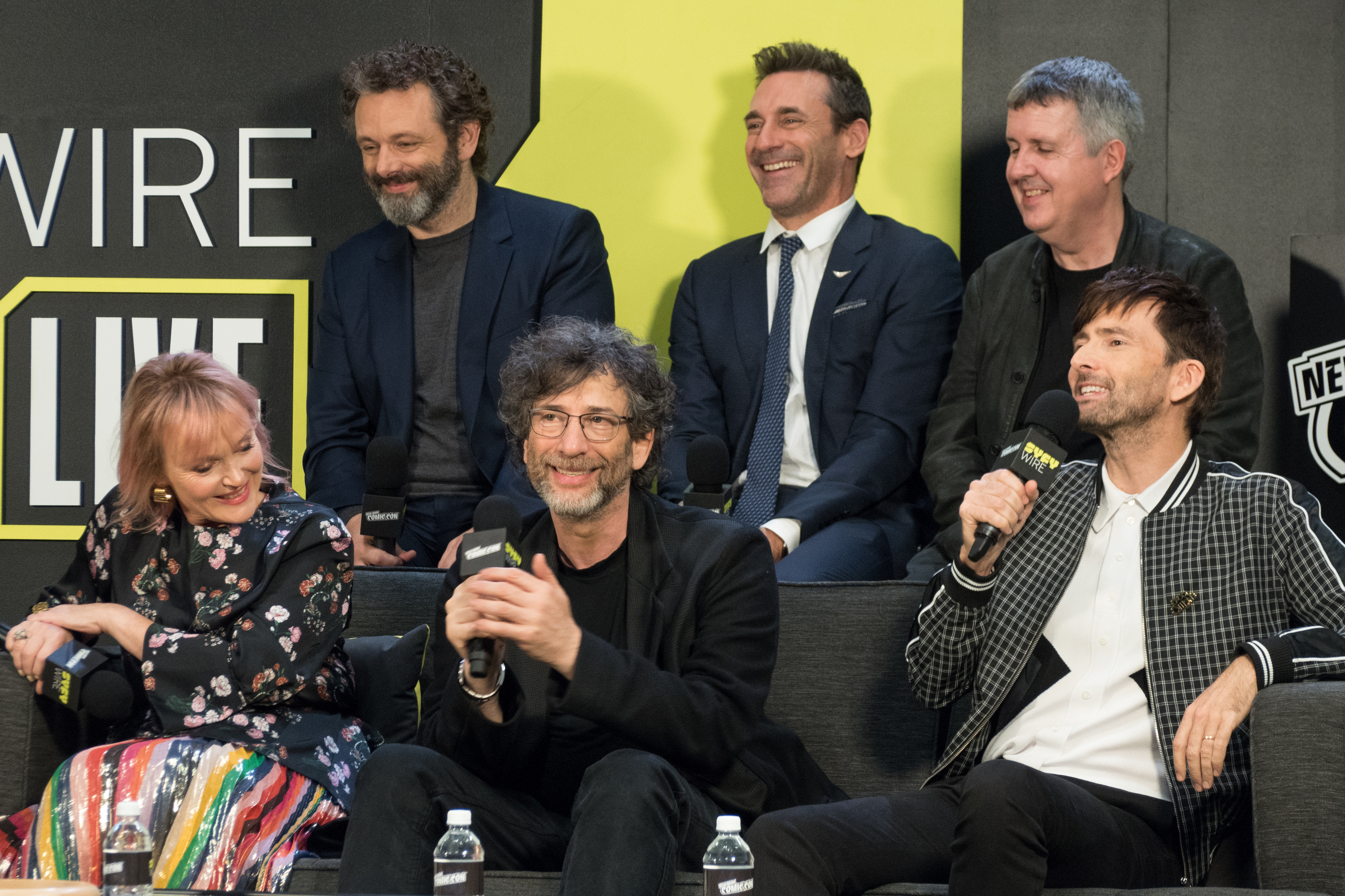
Panel de Good Omens donnant des entrevues au New York Comic Con.

Dans la saison 1 qui se déroule en 2019, l'ange Aziraphale et le démon Rampa, après 6 000 ans de vie sur la Terre, ne se résignent pas à la venue imminente de l'Apocalypse. Meilleurs ennemis du monde, ils se liguent contre leurs autorités supérieures et tentent d'influencer le cours apparemment inéluctable des événements en éduquant l'Antéchrist chacun à sa manière. Mais si Dieu a un plan, il est ineffable.
Dans la saison 2, dont l'intrigue va au delà de celle du livre original, ils doivent faire face à la venue d'un Gabriel amnésique et dévêtu. Autant le Paradis que l'Enfer souhaitent le récupérer. Cet incident aura des conséquences sur la relation entre Aziraphale et Rampa.

## Distribution
- David Tennant (VF : Stéphane Ronchewski ; VQ : Patrice Dubois) : Rampa (Crowley en VO), un démon qui vit sur Terre depuis la Chute d'Adam et Ève dont il est responsable puisqu'il est le démon, le Serpent, qui a tenté Ève
- Michael Sheen (VF : Anatole de Bodinat ; VQ : Tristan Harvey) : Aziraphale, une Principauté, ange gourmet qui vit en Angleterre et exerce la profession de libraire spécialisé en couverture de ses agissements angéliques
- Jon Hamm (VF : Constantin Pappas ; VQ : Patrick Chouinard) : l'archange Gabriel, commandant des Forces Célestes
- Doon Mackichan (en) (VF : Pascale Chemin) : l'archange Michael
- Gloria Obianyo (VF : Soleïma Arabi) : Uriel

### Saison 1
- Frances McDormand (VF : Frédérique Tirmont ; VQ : Isabelle Miquelon) : Dieu (voix)
- Anna Maxwell Martin (VF : Catherine Desplaces) : Belzébuth, chef des Forces Infernales
- Benedict Cumberbatch (VF : Mario Bastelica) : Satan (voix, épisode 6)
- Mark Gatiss : Harmony (épisode 3)
- Derek Jacobi (VF : Charles Uguen) : Metatron (épisode 4)
- Ned Dennehy (VF : Jean-François Vlérick) : Hastur, duc des Enfers
- Ariyon Bakare (VF : Mike Fédée) : Ligur, duc des Enfers
- Daniel Mays (VF : Jérôme Wiggins) : Arthur Young, père d'Adam
- Sian Brooke (VF : Patricia Piazza) : Deirdre Young, mère d'Adam
- Sam Taylor Buck (VF : Cécile Gatto ; VQ : Noé Henri Rouillard) : Adam Young, Antéchrist récalcitrant
- Nick Offerman : Thaddeus Dowling, ambassadeur des États-Unis et père de Warlock
- Jill Winternitz : Harriet Dowling, mère de Warlock
- Will Holloway : Warlock Dowling, faux Antéchrist
- Amma Ris : Pepper, amie d'Adam
- Ilan Galkoff : Brian, ami d'Adam
- Alfie Taylor : Wensleydale, ami d'Adam
- Nina Sosanya (VF : Corinne Wellong) : la Sœur Marie Loquace
- Mireille Enos (VF : Anne Dolan) : Guerre, l'une des quatre cavaliers de l'apocalypse
- Lourdes Faberes (VF : Julia Boutteville) : Pollution, l'un des quatre cavaliers de l'apocalypse
- Yusuf Gatewood (VF : Jean-Michel Vaubien) : Famine, l'un des quatre cavaliers de l'apocalypse
- Brian Cox (VF : Jean Barney) : Mort, l'un des quatre cavaliers de l'apocalypse (voix)
- Jack Whitehall (VF : Juan Llorca) : inquisiteur major Vous-Ne-Commettrez-Point-L'Adultère Pulsifer, chasseur de sorcières / Newton Pulsifer, déprogrammateur informatique et inquisiteur stagiaire
- Josie Lawrence (VF : Martine Irzenski) : Agnès Barge (Agnes Nutter en VO), sorcière du XVIIe siècle, autrice des Belles et Bonnes Prophéties
- Adria Arjona (VF : Élisabeth Ventura ; VQ : Rachel Graton) : Anathème Bidule (Anathema Device en VO), descendante d'Agnès Barge
- Michael McKean (VF : Bruno Magne ; VQ : Benoît Rousseau) : l'inquisiteur sergent Shadwell, dernier chasseur de sorcières
- Miranda Richardson (VF : Blanche Ravalec) : Madame Tracy ou Jézabel, courtisane et medium

### Saison 2
- Miranda Richardson (VF : Blanche Ravalec ; VQ : Élise Bertrand) : Shax, démone ambitieuse qui surveille Rampa
- Quelin Sepulveda (VF : Esthèle Dumand ; VQ : Célia Gouin-Arsenault) : Muriel, ange de 37ème rang
- Nina Sosanya (VF : Corinne Wellong ; VQ : Florence Blain Mbaye) : Nina, propriétaire de Give Me Coffee ou Give Me Death, le café en face de la librairie d’Aziraphale
- Maggie Service (VF : Laurence Sacquet ; VQ : Annie Girard) : Maggie, propriétaire de la boutique de disques Small Back Room située à côté de la librairie d’Aziraphale, amoureuse de Nina
- Liz Carr (en) : Saraqael
- Shelley Conn (VF : Catherine Desplaces) : Belzébuth, chef des Forces Infernales
- Peter Davison : Job (épisode 2)
- Ty Tennant : Ennon, fils de Job (épisode 2)
- Mark Gatiss : Harmony (épisode 4)
- Derek Jacobi (VF : Charles Uguen) : Metatron (épisode 6)

 Source et légende : version française (VF) sur RS Doublage
 Source et légende : version québécoise (VQ) sur Doublage.qc.ca

## Production

### Développement
Pratchett et Gaiman avaient prévu d'adapter Good Omens en film depuis des années, avec divers réalisateurs et scénaristes attachés au projet en cours de route. En 2011, une série télévisée, écrite par Terry Jones et Gavin Scott, a été signalée pour la première fois comme étant en cours de réalisation, mais aucun autre projet n'a été annoncé. Après la mort de Pratchett, Neil Gaiman a refusé de travailler seul sur l'adaptation, mais il a changé d'avis lorsqu'il a reçu une lettre de Pratchett, envoyée après sa mort, lui demandant de terminer le projet.
Le 19 janvier 2017, il a été annoncé qu'Amazon Prime Video avait donné son feu vert à une adaptation du roman en série télévisée qui serait coproduite avec la BBC au Royaume-Uni.
Le 29 juin 2021, la série est renouvelée pour une deuxième saison.
Le 14 décembre 2023, la série est renouvelée pour une troisème et dernière saison. Suite aux allégations de harcèlement et d'agressions sexuelles à l'encontre de Neil Gaiman, la troisième et dernière saison, initialement prévue pour 2024, sera finalement remplacée par un épisode spécial de 90 minutes. L'écrivain ne sera plus crédité au générique comme producteur délégué.

### Tournage
Le tournage de la saison 1 a eu lieu au Royaume-Uni et en Afrique du Sud entre septembre 2017 et mars 2018. La base de l'armée américaine est située à Upper Heyford, dans l'Oxfordshire.
La saison 2 est tournée de novembre 2021 à mars 2022, notamment en Écosse.

### Musique
La musique est écrite par le compositeur David Arnold, lauréat d'un Emmy. Arnold a reçu deux nominations aux Emmy Awards pour le thème du titre principal exceptionnel et pour l'épisode "In the Beginning". Il a dit que son travail sur la série ne ressemblait à aucun de ceux qu'il avait fait. « C'est peut-être le projet le plus dur sur lequel j'ai travaillé ». Il a décrit la série comme « un spectacle de taille universelle ayant besoin d'une partition de taille universelle ». Il a appelé le thème d'ouverture « une sorte de valse méphistophélique méchante, légèrement diabolique - elle a un sentiment de tournoiement, de perte de contrôle ». Il a réécrit le thème principal du générique de fin de chaque épisode pour refléter ce qui s'y est passé.
De très nombreuses chansons de Queen accompagnent également l'intrigue tout au long de la série, notamment dans les parties qui suivent les aventures de Rampa. L'utilisation de la musique de Queen constitue un gag courant du roman où chaque cassette que Rampa (Crowley dans le roman) met sur son autoradio s’avère être celle dudit groupe. Arnold était un fan de Queen lorsqu'il était adolescent, étudiant comment ils créaient des sons et il a déclaré que les chœurs et les sons de choral dans certaines parties de la série reflétaient cette influence.

## Épisodes

### Première saison (2019)
Composée de six épisodes, la première saison est disponible depuis le 31 mai 2019.
1. Au commencement (In the Beginning)
2. Le Livre (The Book)
3. Des temps difficiles (Hard Times)
4. La Récré du samedi matin (Saturday Morning Funtime)
5. La Solution des temps derniers (The Doomsday Option)
6. Le Tout Dernier Jour du reste de leur vie (The Very Last Day Of The Rest Of Their Lives)

### Deuxième saison (2023)
Cette deuxième saison composée de six épisodes est disponible depuis le 28 juillet 2023.
1. Chapitre 1 : L'Arrivée (Chapter 1: The Arrival)
2. Chapitre 2 : L'indice (Chapter 2: The Clue)
3. Chapitre 3 : Je sais où je vais (Chapter 3: I Know Where I'm Going)
4. Chapitre 4 : L'autostoppeuse (Chapter 4: The Hitchhiker)
5. Chapitre 5 : Le bal (Chapter 5: The Ball)
6. Chapitre 6 : Every Day (Chapter 6: Every Day)

## Réception
La première saison de Good Omens a reçu des critiques positives de la part des critiques. Sur Rotten Tomatoes, elle a un taux d'approbation de 84 % avec une note moyenne de 7,3/10, basée sur 100 avis. Le consensus critique du site Web mentionne « Un assortiment d'images célestes et d'hilarité irrévérencieuse, Good Omens fonctionne grâce à la chimie presque sacrée (ou peut-être impie ?) de Michael Sheen et David Tennant - bien que, avec seulement six épisodes, c'est une rare adaptation qui aurait peut-être gagné à être un peu moins fidèle au bon livre. ». Sur Metacritic, elle a un score de 66 sur 100 sur la base de 21 avis, indiquant « des avis généralement favorables ».
La deuxième saison a également reçu des critiques positives. Sur Rotten Tomatoes, elle a un taux d'approbation de 87 % avec une note moyenne de 7,4/10, basée sur 61 avis. Le consensus critique mentionne que « De bon augure pour la longévité de la série, la deuxième saison de Good Omens est encore plus splendide que la première. » Sur Metacritic, elle a un score de 68 sur 100 sur la base de 16 avis, indiquant « des avis généralement favorables ».

## Récompenses
- 2019
  - British Comedy Guide Awards (en)
    - Best TV Comedy Drama
    - Best Comedy of the Year

  - Dragon Awards (en) : Best Science Fiction or Fantasy TV Series
  - TV Times Award (en) : Favourite On-Demand Show
  - Prix Nebula : Prix Ray-Bradbury pour Neil Gaiman (Episode: "Hard Times")
- 2020 
  - Sandford St Martin Trust (en) Award : Radio Times Readers' Award
  - Tell-Tale TV (en) Award 
    - Favorite Limited Series or TV Movie
    - Favorite Actress in a Limited Series or TV Movie pour Frances McDormand
    - Favorite Actor in a Limited Series or TV Movie pour David Tennant

  - Hugo Award : Prix Hugo de la meilleure présentation dramatique pour Neil Gaiman et Douglas Mackinnon
  - Scottish Comedy Award (en) : Meilleur acteur pour David Tennant
  - Convention européenne de la science-fiction : Best Dramatic Presentation

## Autour de la série
- Le jour de la première mondiale à Londres à l'Odeon Leicester Square, une chaise a été laissée libre en face de l'écran. On y avait déposé un chapeau et une écharpe en hommage à Terry Pratchett mort en 2015[20].